# Nieuwesluis (Wieringerwaard)
Nieuwesluis is een dorp in de gemeente Hollands Kroon in de Nederlandse provincie Noord-Holland.
Nieuwesluis ligt in de Wieringerwaard, naast het gelijknamige dorp. Het heeft een eigen haven, deze begon toen de polders van Anna Paulowna en Wieringermeer nog niet bestonden. Nu ligt het aan het Waardkanaal. De plaats werd een eigen kern toen er een nieuwe sluis werd neergezet, daarna steeg langzaam het aantal inwoners. In 1843 werd een nieuw armenhuis gebouwd, dit was een aanvulling op het armenhuis dat in Wieringerwaard al stond. De kern bleef in die periode vrij gelijk in aantal. De kern van het dorp is nog altijd vrij klein. Aan de overkant van het Waardkanaal ligt het voormalige Joodse Werkdorp Nieuwesluis.

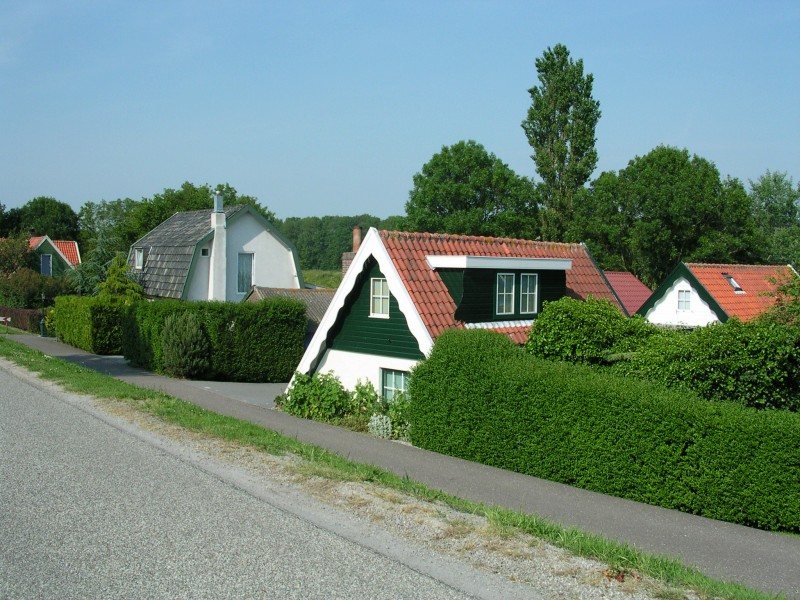
Bewoning aan de dijk van Nieuwesluis.
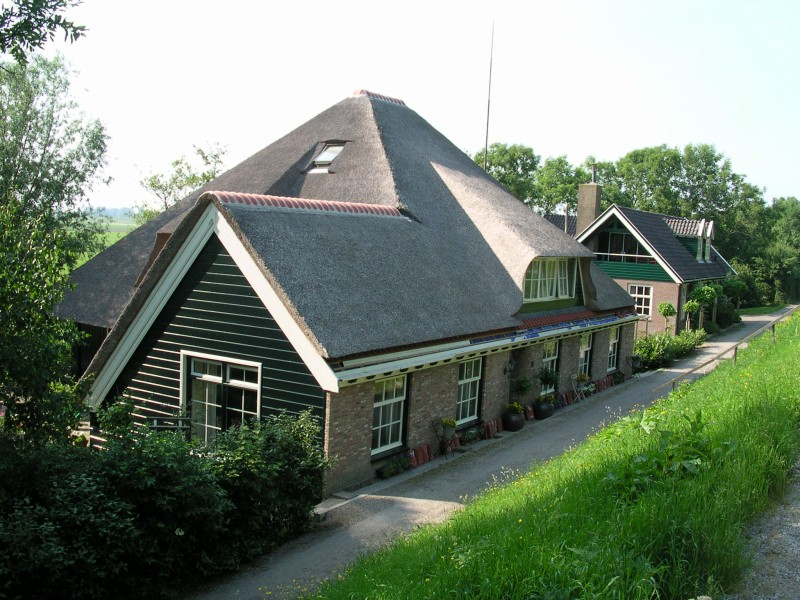
Stolpboerderij aan de dijk van Nieuwesluis.

Dorpen en gehuchten: Anna Paulowna · Barsingerhorn · Breezand · Den Oever · Haringhuizen · Hippolytushoef · De Haukes · Kleine Sluis · Kolhorn · Kreil · Kreileroord · Lutjewinkel · Middenmeer · Moerbeek · Nieuwe Niedorp · Nieuwesluis · Oosterklief · Oosterland · Oude Niedorp · Slootdorp · Smerp · Stroe · De Strook · Terdiek · Tolke (deels) · Van Ewijcksluis · Vatrop · 't Veld · Verlaat (deels) · Westerklief · Westerland · Wieringerwaard · Wieringerwerf · Winkel · Zijdewind

Buurtschappen: Blokhuizen · Dam · De Belt · De Bomen · De Elft · Emaus · Gelderse Buurt · De Gest · Groetpolder · Hanedoes · De Heid · De Hoelm · Hogebieren · Hollebalg · De Kampen · Langereis (deels) · De Leijen · Lutjekolhorn · Mientbrug · Noord-Stroe · Noordburen · Noorderbuurt · De Normer · Poolland · Spoorbuurt · Tin · Vennik (deels) · Wateringskant · De Weel (deels) · De Weere · Westeinde  · Zandburen

Noord-Holland: Steden en dorpen    Nederland: Provincies · Gemeenten